# Industries maghrébins Mécaniques
The Industries Mécaniques Maghrébines SA (IMM) — туніський виробник автомобілів зі штаб-квартирою в місті Кайруан.  Компанія була заснована в 1982 році і була закрита в 1988 році на перший час. У 1991 році завод був знову відкритий. З тих пір виробником відкриваються дочірні підприємства зі збуту своїх транспортних засобів в Карфагені, Тунісі і Уед Смарі, Алжирі. 
Компанія Industries maghrébins Mécaniques працює як спільне підприємство між компанією General Motors (20 відсотків), ТОВ Isuzu Motors (10 відсотків) і General Motors du Tunisie S.A. (70 відсотків))
Як перша модель компанії було побудовано мікроавтобус Isuzu Midi (1983-1988) для місцевого ринку, який особливо використовувався в комерційному секторі і як автомобілі швидкої допомоги.
У січні 2008 року було оголошено, що алжирська філія буде перетворена для складання автомобілів і новий завод IMM буде збирати до 25000 одиниць на рік. У Кайруан, IMM виробляє до 4000 одиниць на рік. Транспортні засоби будуть продаватися на два локальні ринки: в Гібралтар, Марокко, Мавританію і Лівію, щоб забезпечувати продукцією регіон Магрибу і Союзу арабського Магрибу. Особливу увагу IMM приділяло випробовуванню транспортних засобів у використанні їх в лівійській війні 2011 року. 
До 2008 року IMM є єдиним виробником туніських автомобілів (крім Wallyscar з 2008 року). Попри це конкурентами в Алжирі є: SOVAC (VW), Elsecom Motors (Ford), і RPA (Renault).

## Модельний ряд

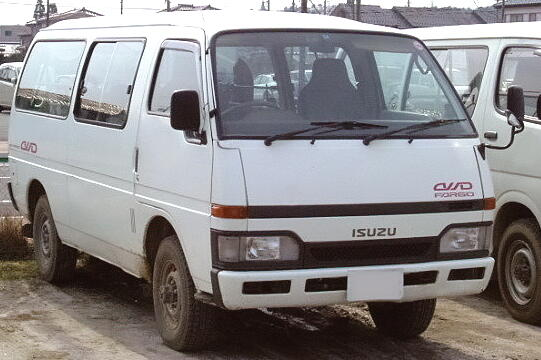
Isuzu Midi 1983-1988
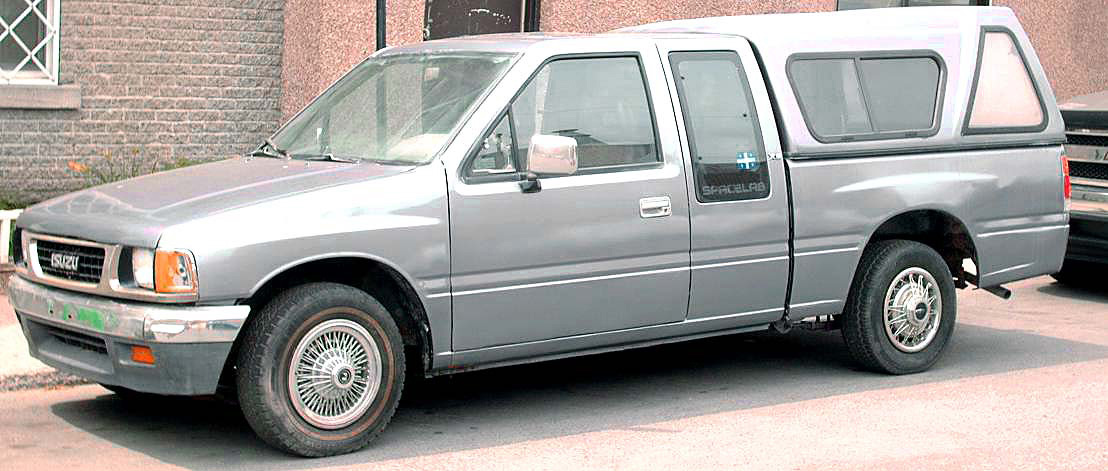
Isuzu Rodeo 1983-1988
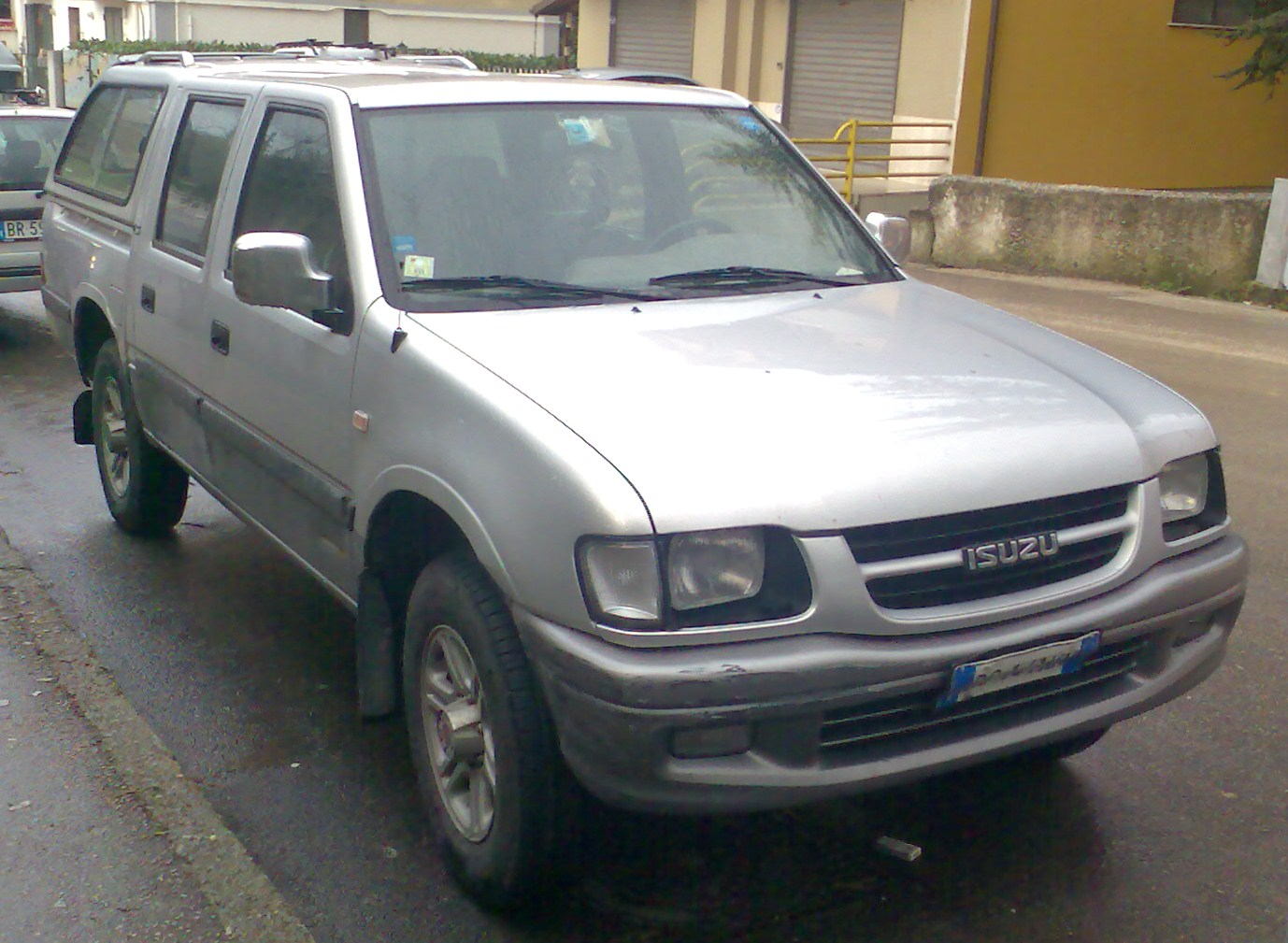
Isuzu Rodeo 1991-1995
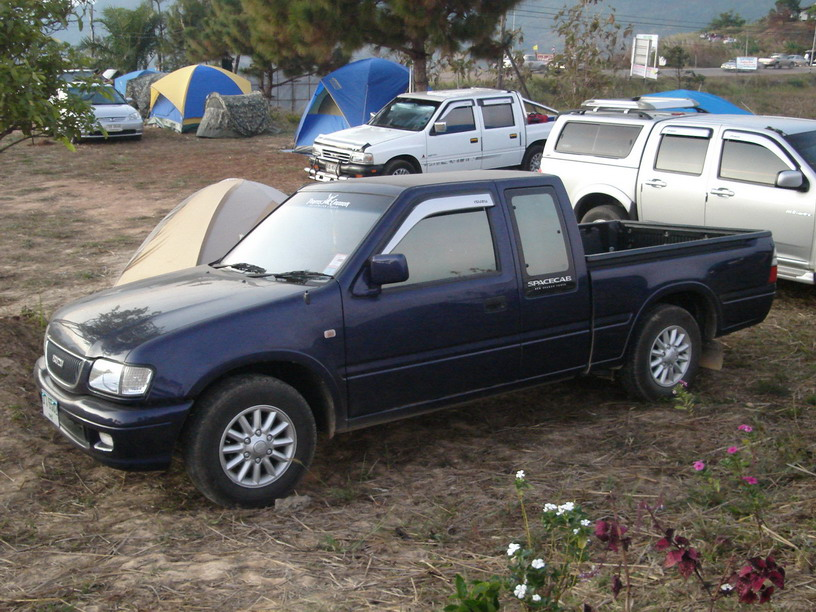
Isuzu Rodeo 1995-2002
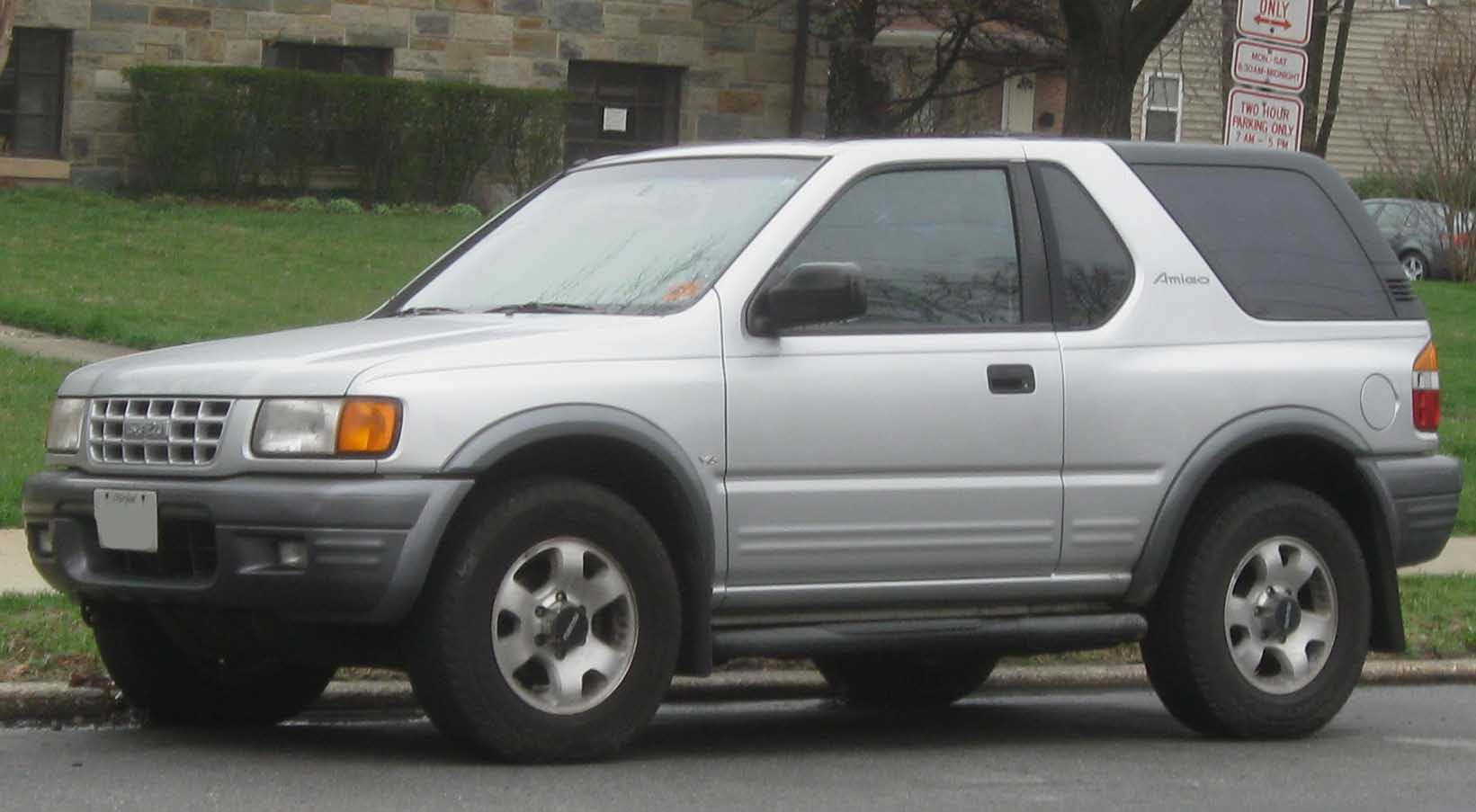
Isuzu Amigo 1999-2002 CKD складальний конвеєр
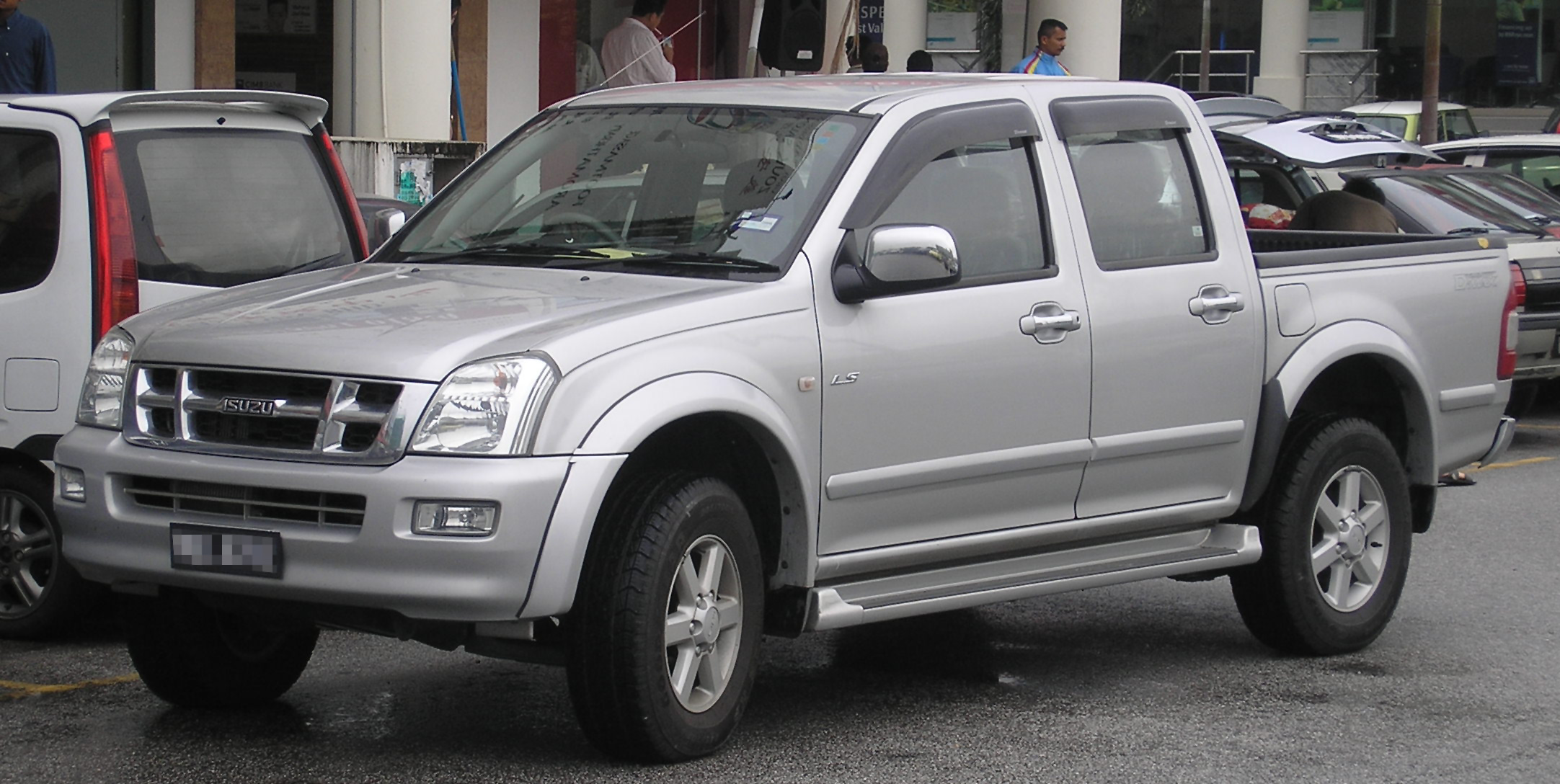
Isuzu D-Max 2002-2009
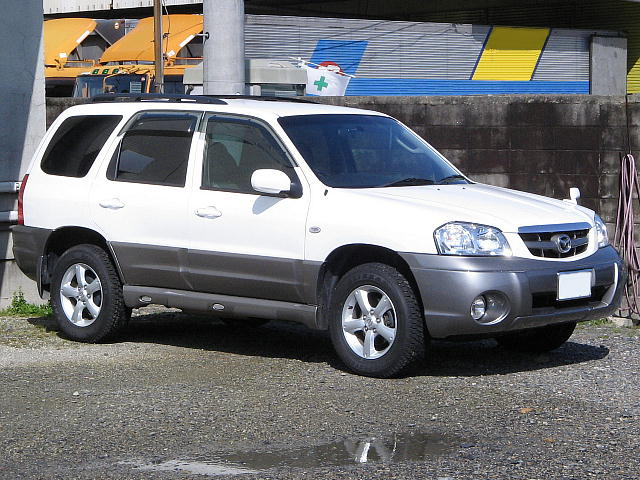
Mazda Tribute з 2003 CKD складальний конвеєр
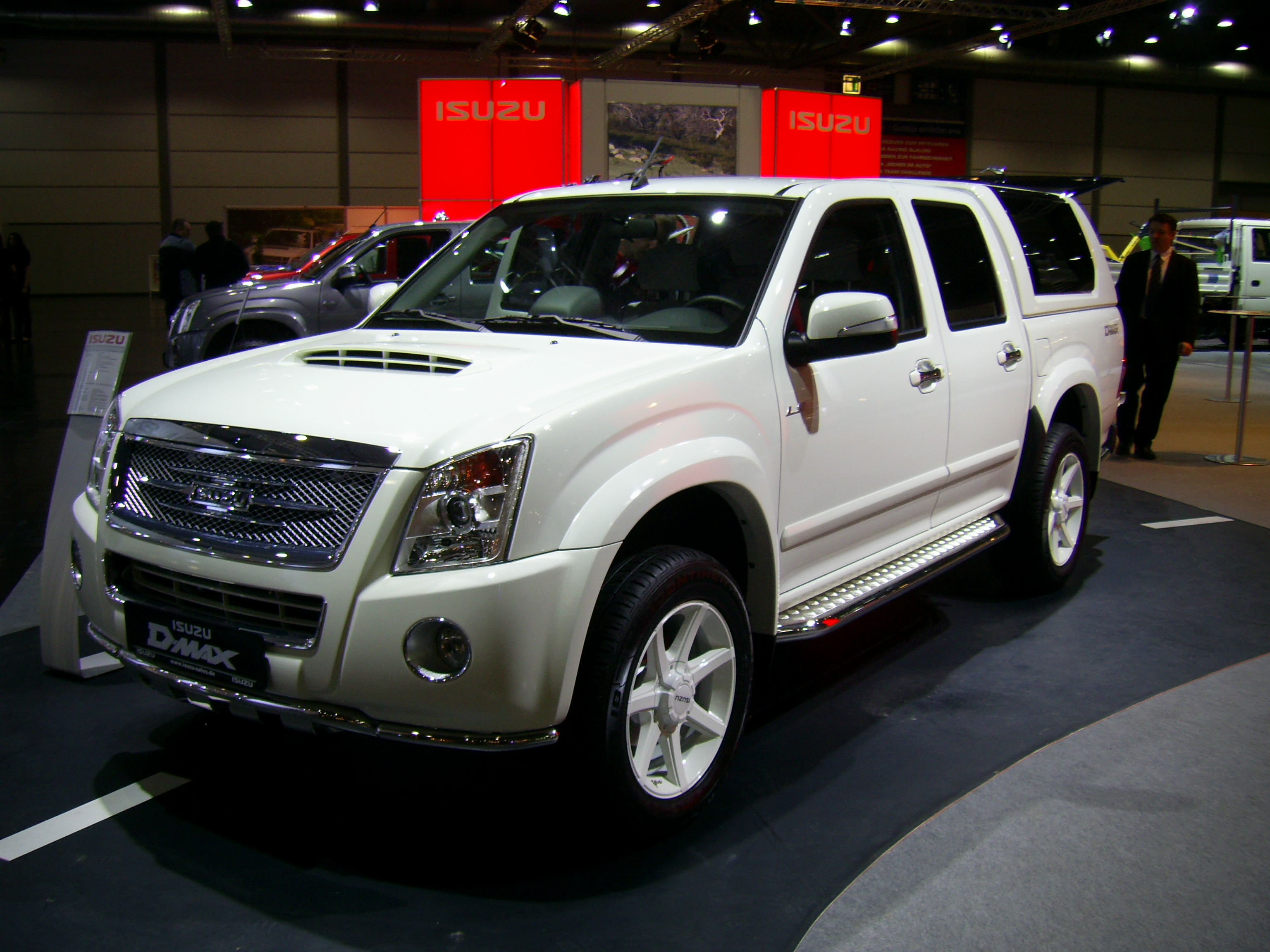
Isuzu D-Max з 2009